# Hennadij Zubko
Hennadij Hryhorovyč Zubko (ukrajinsky Геннадій Григорович Зубко; * 27. září 1967 Mykolajiv, Ukrajinská SSR, Sovětský svaz) je ukrajinský politik. V letech 2014–2019 působil jako ministr pro místní rozvoj, výstavbu a bydlení ve vládách Arsenije Jaceňuka a Volodymyra Hrojsmana. Předtím působil v místní samosprávě Žytomyrské oblasti.